# Tizenegy több mint három
Tizenegy több mint három 1976 végén bemutatott magyar, fekete-fehér tévéfilm, Nemere László rendezésében, Galgóczi Erzsébet hasonló című drámájából. A valóságos eseményre épülő történetet az írónő a „bányászballada” alcímmel látta el. A cselekmény egy kis bányászváros közösségében játszódik. Tragikus szerencsétlenség nyomán előállt erkölcsi csapdát, emberi válsághelyzetet dolgoz fel egyszerű, dokumentarista eszközökkel.

## Cselekmény
„Aki bányász, tudja, hogy bármelyik percben ráomolhat a föld. A felesége is tudja, de a gyerekei is.” A történet egy kis bányászvárosban játszódik. A sorkatonai szolgálatból leszerelt Mányoki Vendel ide tér haza, és hogy ismét munkába álljon a szénbányában. Az összetartó, bajtársi közösségen belül megismerkedik egyik barátjának és brigádtársának, Szenicei Albertnek fiatal és szép, de szomorú feleségével, Arankával. Egymásba szeretnek, de Aranka nem akarja elhagyja férjét Vendelért. Vonzalmuk a kisvárosban hamar kitudódik, Szenicei válaszút elé állítja Arankát, aki már közös gyermeküket várja, a férjét választja. Vendel kilép Szenicei brigádjából és a bányamentőkhöz csatlakozik.
Eltelt néhány év. A bányában tűz üt ki. A mentőcsapatot Vendel vezeti, csapatával életét kockáztatva sorra hozza ki a lent rekedt bajtársakat. A tűz azonban terjed, az utolsó tizennégy bányász, két csoportra szakadva csapdába kerül. Vendelnek döntenie kell, a tűz irányának „megfordításával” tizenegy társa életét megmentheti, három élet feláldozásával. Vendel meghozza a kegyetlen döntést annak ellenére, hogy a három között van haragosa, Szenicei is.
A bánya vezetői kezdetben egyetértenek Vendellel, helyes és észszerű döntést hozott, nem dönthetett volna másként. Amikor azonban Vendel visszatér az özvegyen maradt Arankához, hogy feleségül vegye, a közösség ellene fordul. Arankát kikezdik, hogy viszonya van férje gyilkosával. Vendelt a bányamentők kitaszítják maguk közül. Vizsgálat indul ellene, meggyanúsítják, hogy megölte vetélytársát, hogy megszerezhesse annak feleségét. Vendel megdöbbenten védekezik: nem befolyásolták személyes érzelmei, döntése megfelelt a bányamentők írott szabályainak is, és a szigorú, íratlan bányászerkölcsnek is, amely azt kívánja, hogy minél kevesebb élet vesszen oda. Amikor Vendel visszakérdez, hogy vajon másképpen kellett volna-e döntenie, a bizottság meghátrál, de felrója neki, miért nem adta át a döntés felelősségét valaki másnak. Végül felmentik a szándékosság alól, de feltételként szabják, hogy mondjon le Arankáról, mert a két tett egymással erkölcsileg összeférhetetlen.
Vendel elköltözik a városból. Az özvegy Aranka kész vele menni bárhová. De Vendel, akit mardos az önvád Szenicei miatt, egyedül utazik el. Nincs kiútja az erkölcsi csapdából: „Most már őt [Arankát] is, meg magamat is az áldozatok közé számíthatom. Mégsem tehettem másként: tizenegy ötnél is több.”

## Szereplők
- Koltai Róbert – Mányoki Vendel
- Rákosi Mária – Aranka anyja
- Polgár Géza – Szenicei Albert
- Petur Ilka – Vendel anyja
- Monori Lili – Szeniceiné Aranka
- Deák Sándor – Bóna, a bányamentők parancsnoka, bizottsági tag
- Paláncz Ferenc – Noskó Feri
- Győrffy György – párttitkár, bizottsági tag
- Soós Edit – Noskóné Anna
- Zách János – bányaigazgató, bizottsági tag
- Zoltay Miklós – Török bácsi
- Zách János – narrátor
- Dajka Margit – Törökné

## A történet valós háttere
1961. augusztus 9-én az Oroszlányi Szénbányák 3-as aknájának egyik vágatában bányatűz ütött ki. 15 bányász rekedt a mélyben. A mentők parancsnoka, Hegedűs Lajos főaknász tragikus döntésre kényszerült: egy 12 főnyi csoportot csak úgy menthetett meg, ha megfordítja a légáramlást és vele a tűz terjedési irányát, feláldozva ezzel egy vakvágatba szorult másik három bajtársát. Az ő maradványaikat csak hetekkel később, a tűz elfojtása után tudták felhozni. A szerencsétlenségről és a mentési erőfeszítésekről a korabeli napilapok rendszeresen hírt adtak. A három áldozat: Juhász Attila, Bartalics Sándor és Csontos József neve Oroszlányban, az életüket vesztett bányászok emlékművén olvasható.
Galgóczi Erzsébet Kossuth-díjas írónő mintegy 10 évvel később ezt a történetet dolgozta fel, és tette művének kiinduló helyzetévé. „Tizenegy több, mint három” címmel tévéjátékot, saját megjelölése szerint „bányászballadát” írt belőle. A történet egyik szála a hősiesség, helytállás, bajtársi összetartás és áldozatkészség tisztelete. A szerelmi szálat, a kegyetlen szükségszerűség és az emberi erkölcs kikerülhetetlen ütközését már Galgóczy építette rá a valós alaptörténetre.
2008-ban az Oroszlányi Televízió munkatársai: Forgács József szerkesztő és Suta László operatőr dokumentumfilmet készítettek a még élő résztvevőkkel, szemtanúkkal. Modern grafikák segítségével részletesen bemutatják a helyszínt, a történéseket. A filmben látható a Népszabadság 1961. augusztus 15-i cikke is, a mentés állásáról. A dokumentumfilm Helyi Érték-díjat kapott.